# Bergskär (Finnö, Sottunga, Åland)
Bergskär är en holme på Åland (Finland). Den ligger i Skärgårdshavet och i kommunen Sottunga i landskapet Åland, i den sydvästra delen av landet. Ön ligger omkring 40 kilometer öster om Mariehamn och omkring 240 kilometer väster om Helsingfors. Den ligger i den västra delen av kommunen, nära gränsen till Föglö. Bergskär ligger 3 km väster om Finnö som är närmsta bebodda ö. Bergskär har Prästholmarna i sydost, Timmerskär i öster och Jermonklobba i nordöst. Terrängen på Bergskär består av klipphällar och hällmarksskog med inslag av lövträd i sänkorna. Söder om viken på västra sidan finns ett litet stycke ängsmark. Farleden österut från Föglö passerar mellan Bergskär och Jermonklobba. Bergskär är obebyggd. Öns area är 18 hektar och dess största längd är 0,9 kilometer i nord-sydlig riktning.